# Rorýs šedohnědý
Rorýs šedohnědý (Apus pallidus) je malý stěhovavý pták z řádu svišťounů (Apodiformes), patřící k nejlepším letcům vůbec.

## Popis
Rorýs šedohnědý je 16–18 cm velký, dosahuje rozpětí křídel 39–44 cm. Je velmi podobný rorýsi obecnému. Oproti rorýsi obecnému má širší křídla, hlavu, krk a celkově zavalitější tělo. Čelo a hrdlo je světlejší. Loketní letky, vnitřní ruční letky a ruční krovky jsou světlejší oproti spíše černavým vnějším ručním letkám a tmavě hnědavému pláštíku. Světlé lemy per vytváří dojem větší „šupinovatosti“ zejména na spodní straně těla. Oproti rorýsi obecnému má pomalejší rázy křídel a více plachtí.

## Rozšíření
Hnízdí v jižní Evropě, v severní Africe a na území jihozápadní Asie. Evropská populace je tažná, zimuje jižně od Sahary. Část asijské populace zimuje v jihovýchodním Íránu a jihozápadním Pákistánu. Stálá je populace v Egyptě, Čadu a Nigeru.

## Poddruhy
Jsou známé 3 poddruhy:
- A. p. brehmorum Hartert, 1901[5] – Poddruh je rozšířen od ostrova Madeira a Kanárských ostrovů, přes pobřežní oblasti severní Afriky a jih Evropy až po Turecko.
- A. p. illyricus Tschusi, 1907[6] – Poddruh je rozšířen na severozápadním pobřeží Balkánského poloostrova.
- A. p. pallidus (Shelley, 1870)[7] – Nominotypický poddruh je rozšířen od Mauritánie přes Egypt a Blízký východ až po Pákistán.

## Hnízdění
Hnízdí ve městech a ve skalách.

## Galerie

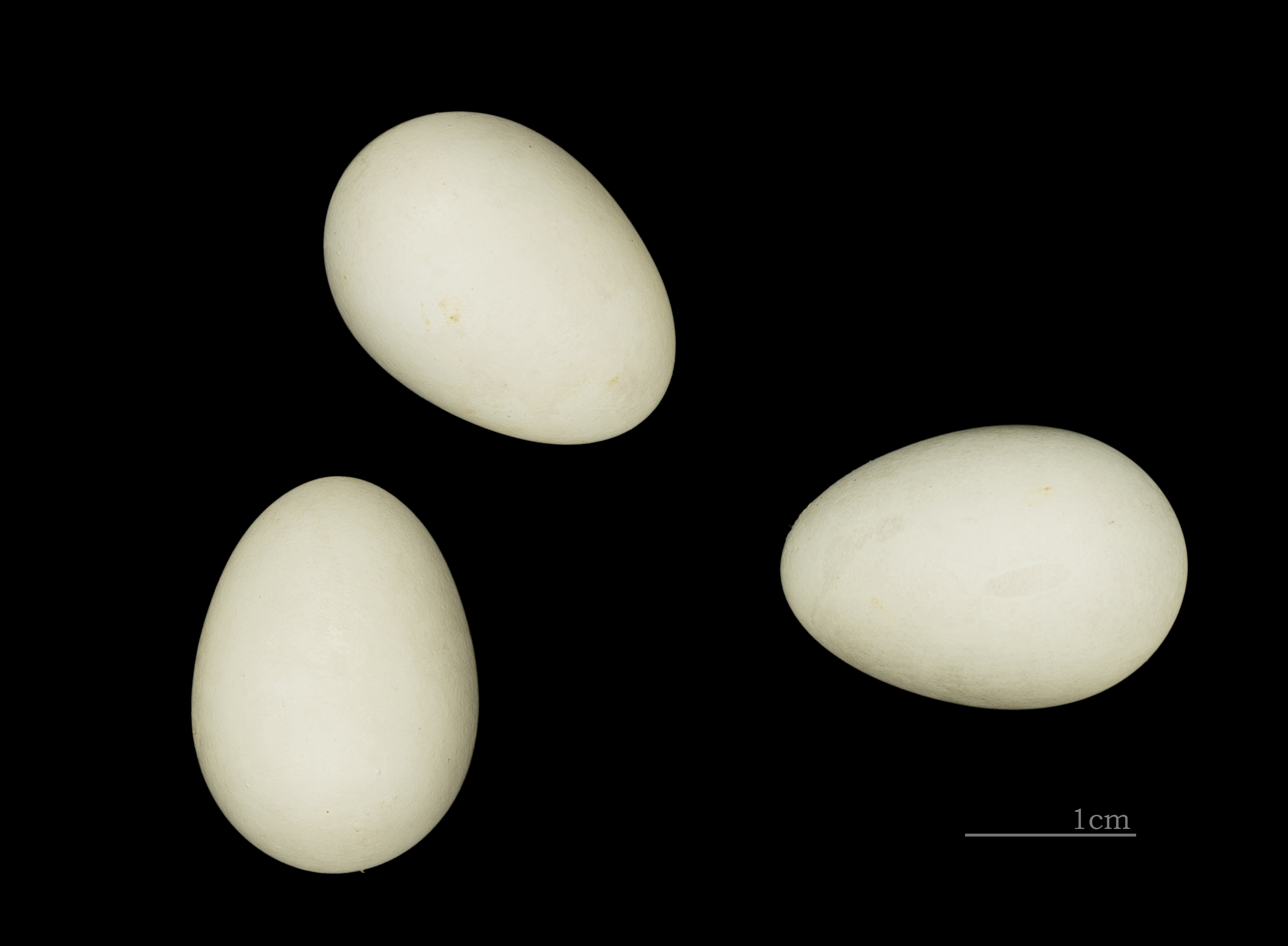
vejce rorýse šedohnědého